# Be My Lover (La Bouche)
Be My Lover è un singolo del gruppo musicale tedesco La Bouche, pubblicato il 2 marzo 1995 come secondo estratto dal primo album in studio Sweet Dreams.

## Descrizione
Il brano è stato scritto da Melanie Thornton, Uli Brenner, Gerd Amir Saraf e Lane McCray.

## Successo commerciale
Il brano ha riscosso un grande successo in Europa e negli USA, vendendo circa 6 milioni di copie in tutto il mondo.

## Tracce
CD-Maxi (MCI 74321 26540 2 (BMG) / EAN 0743212654028)
1. Be My Lover (Radio Edit) – 3:58
2. Be My Lover (Club Mix 135 BPM) – 5:28
3. Be My Lover (Trance Mix 150 BMP) – 6:35
4. Do You Still Need Me – 3:35

CD-Maxi (MCI 74321 31222 2 (BMG)
1. Be My Lover (Euro Dance Mix) – 6:12
2. Be My Lover (Hi-NRG Mix) – 5:47
3. Be My Lover (Serious Groove Dub Mix) – 5:41
4. Be My Lover (Alex Goes To Cleveland Mix) – 5:05
5. Be My Lover (Doug Laurent Classic Mix - Edit) – 4:10
6. Be My Lover (Trance Mix) – 7:12
7. Be My Lover (House Mix) – 4:51

## Classifiche
| Classifica (1995) | Posizione raggiunta |
| ----------------- | ------------------- |
| Svezia            | 1                   |
| Germania          | 1                   |
| Italia            | 2                   |
| Norvegia          | 2                   |
| Australia         | 2                   |
| Austria           | 3                   |
| Paesi Bassi       | 3                   |
| Svizzera          | 5                   |
| Belgio (Fiandre)  | 6                   |
| Francia           | 7                   |
| Belgio (Vallonia) | 10                  |
| Finlandia         | 18                  |
| Regno Unito       | 27                  |
| Nuova Zelanda     | 44                  |

## Cover
Nel 2013 la cantante rumena Inna pubblica un singolo col medesimo nome, riprendendo la melodia iniziale della canzone.
Nel 2019 il rapper italiano Achille Lauro pubblica 1990, singolo che riprende la melodia iniziale della canzone. Nel 2023 è stato pubblicato un remix della canzone ad opera di David Guetta. 